# Seznam jezer v Maďarsku
Maďarská jezera (maďarsky jezero - tó - psáno oddělené pomlčkou od jména jezera).

## Tabulka
| jezero            | župa                   | rozloha (km²) | hloubka (m) | poloha (m n. m.) | odtok (povodí) |
| ----------------- | ---------------------- | ------------- | ----------- | ---------------- | -------------- |
| Balaton           | Veszprém, Somogy, Zala | 596           | 11          | 105              | Sió            |
| Neziderské jezero | Győr-Moson-Sopron      | 75            | 1,8         | 115,5            | Einserkanal    |
| Velence           | Fejér                  | 27            | 2           | 103              | ?              |
| Kis-Balaton       | Zala                   | 15            | ?           | ?                | Zala           |
| Szelid            | Bács-Kiskun            | 3,6           | ?           | ?                | ?              |
| Vadkert           | Bács-Kiskun            | 0,7           | ?           | ?                | ?              |
| Hévíz             | Zala                   | 0,044         | 38          | ?                | Hévíz          |